# Plakarthrium typicum
Plakarthrium typicum is een pissebed uit de familie Plakarthriidae. De wetenschappelijke naam van de soort is voor het eerst geldig gepubliceerd in 1883 door Charles Chilton.